# Ventrifossa divergens
Ventrifossa divergens är en fiskart som beskrevs av Gilbert och Hubbs 1920. Ventrifossa divergens ingår i släktet Ventrifossa och familjen skolästfiskar. Inga underarter finns listade i Catalogue of Life.